# CURE GIRL
『CURE GIRL』（キュア ガール）は、2011年5月20日に有限会社グングニルのブランド「Noesis」より発売されたアダルトゲーム。
初回特典としてイラスト集である『イチズニミライ』と主題歌やBGMを収録した『CURE♪トラ』が同梱された。

## ストーリー
主人公である千曲一樹はコミュニスというソーシャル・ネットワーキング・サービス内にある「人間失格」というコミュニティに加入していた。
ある日、コミュニティの管理者であるツクヨミがオフ会を提案するも、直前にドタキャンしてしまう。そして、オフ会当日、一樹のほかに会場に現れたのは、一樹の学園の生徒会長である国村古都音、一樹の幼なじみの星宮美悠、そして一樹の後輩である南條怜奈だった。

## 登場人物
千曲 一樹（ちくま かずき）
本作の主人公で藤倉学園に通う2年生。コミュニスでのハンドルネームはちくわ。ある事件をきっかけに引きこもり、ネットゲーム上でツクヨミと出会う。会話を重ねていくうちに引きこもり生活から脱し、現在は比較的普通の生活を送っている。
国村 古都音（くにむら ことね）
声 - 藤森ゆき奈
3サイズ - 85/55/83
コミュニスでのハンドルネームは司馬忍（しばしのぶ）。藤倉学園の生徒会長で一樹たちの先輩。勉強が得意で運動神経も悪くない優等生。漫画やゲーム・ロボットアニメに詳しいが、他人には趣味を明かしていない。また、BL好きでたまに新撰組や戦国武将のカップリングを妄想している。かつて父に襲われた経験から男性恐怖症となっている。
星宮 美悠（ほしみや みゆ）
声 - 御子神猫
3サイズ - 88/56/87
一樹のクラスメイトで幼なじみ。コミュニスでのハンドルネームはお茶（おちゃまる）。両親が入院しているため新聞配達のアルバイトをしている。パスタ以外の料理は作れない。
南條 怜奈（なんじょう れな）
声 - 乃嶋架菜
3サイズ - 71/50/79
一樹たちの後輩。ハイヤーで通学し、常に保健室にいるものの、成績は学年トップ。競艇、競輪、競馬をワンセグで見ている。コミュニスでのハンドルネームはありんこ。趣味はスポーツ観戦と携帯の機種変更。また、じゃがりんというスナック菓子をよく食べている。受験に失敗したために両親から相手にされておらず、それにより人間不信となっている。
各務原 いつは（かがみはら いつは）
声 - 倉田まりや
3サイズ - 75/52/60
ツクヨミというハンドルネームでコミュニスの管理者を務めている。中学校では一樹と美悠の同級生であったが、ある事件から入院し、引きこもりになっていた。
山田（やまだ）
声 - 日向苺
コミュニスでのハンドルネームはアリス。中華料理をコンセプトにしたファーストフード店「娘包（にゃんぱお）」の一般従業員だが、自分のことを娘包のアイドル・李凛々（いーりんりん）と言ってはばからない。広島出身でカープファンと思しき台詞がある。
米澤 次郎（よねざわ じろう）
声 - 滝沢アツヤ
コミュニスでのハンドルネームはかおる。らーめん烈の主人。ラーメンのことになると周りが見えなくなる。

## スタッフ
- 監修 - 杉菜水姫
- シナリオ - 鈴鹿美弥
- 原画 - 珈琲貴族
- 音楽 - 折倉俊則
- OP製作 - 癸乙夜（Mju:z）

## 主題歌
オープニングテーマ 「I.P.」
作詞・作曲 - 折倉俊則 / 歌 - Aya Sueki
挿入歌 「ノイズ」
作詞・作曲 - 折倉俊則 / 歌 - 真理絵
エンディングテーマ 「イチズニミライ」
歌 - 真理絵

## ラジオ
『ラジオキュアガール略してラジキュア』がHiBiKi Radio Stationで配信された。
パーソナリティ
- 藤森ゆき奈（国村古都音 役）
- 御子神猫（星宮美悠 役）

ゲスト
- 1・2回 - 珈琲貴族、杏様（原画家、広報）
- 3・4回 - 日向苺（山田 役）
- 5・6回 - 真理絵（挿入歌、エンディングテーマ担当）
- 7・8回 - 倉田まりや（各務原いつは 役）

配信期間
- 2011年2月3日 - 2011年5月12日（全8回）